# Observatorul din Viena

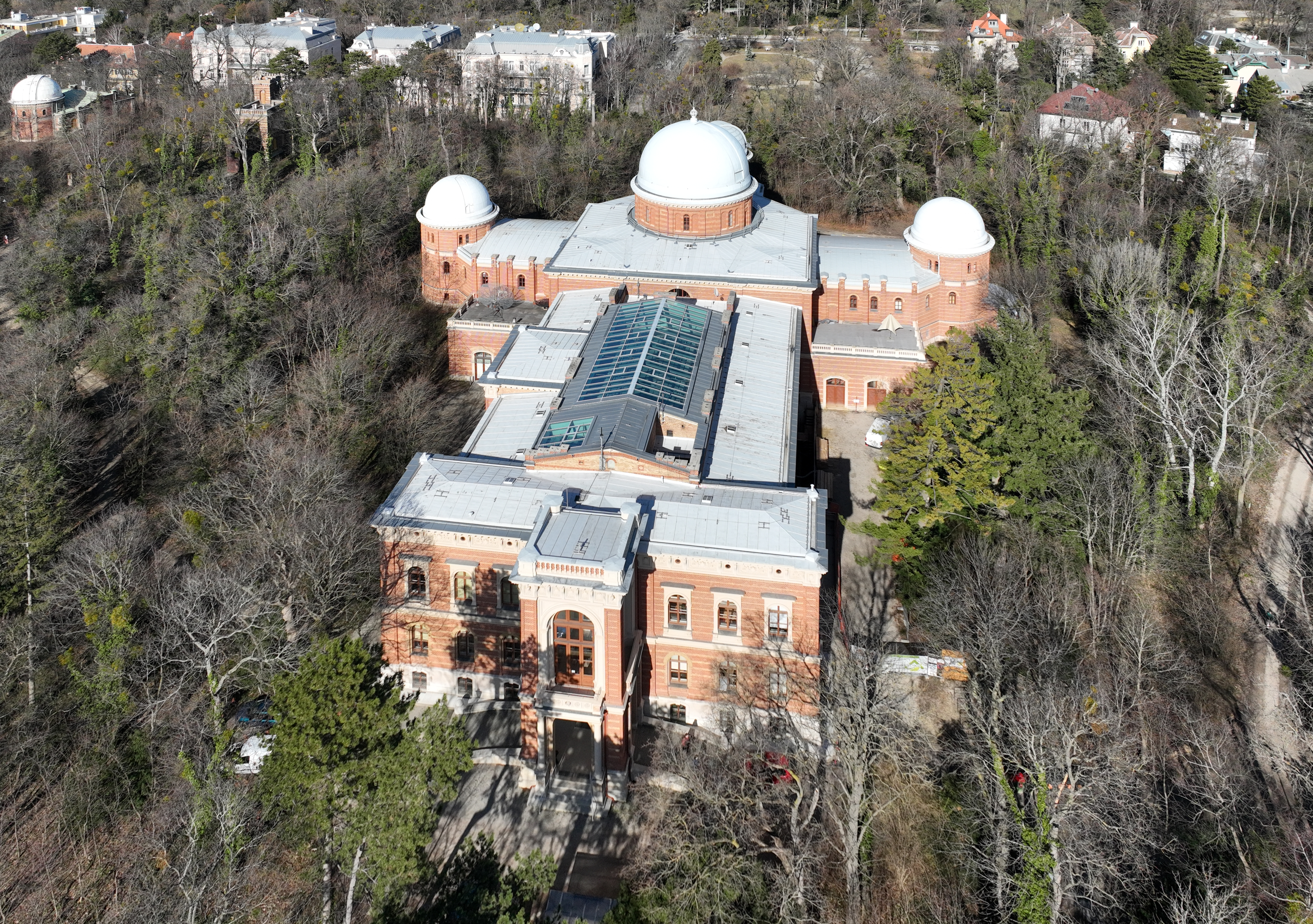
Observatorul din Viena

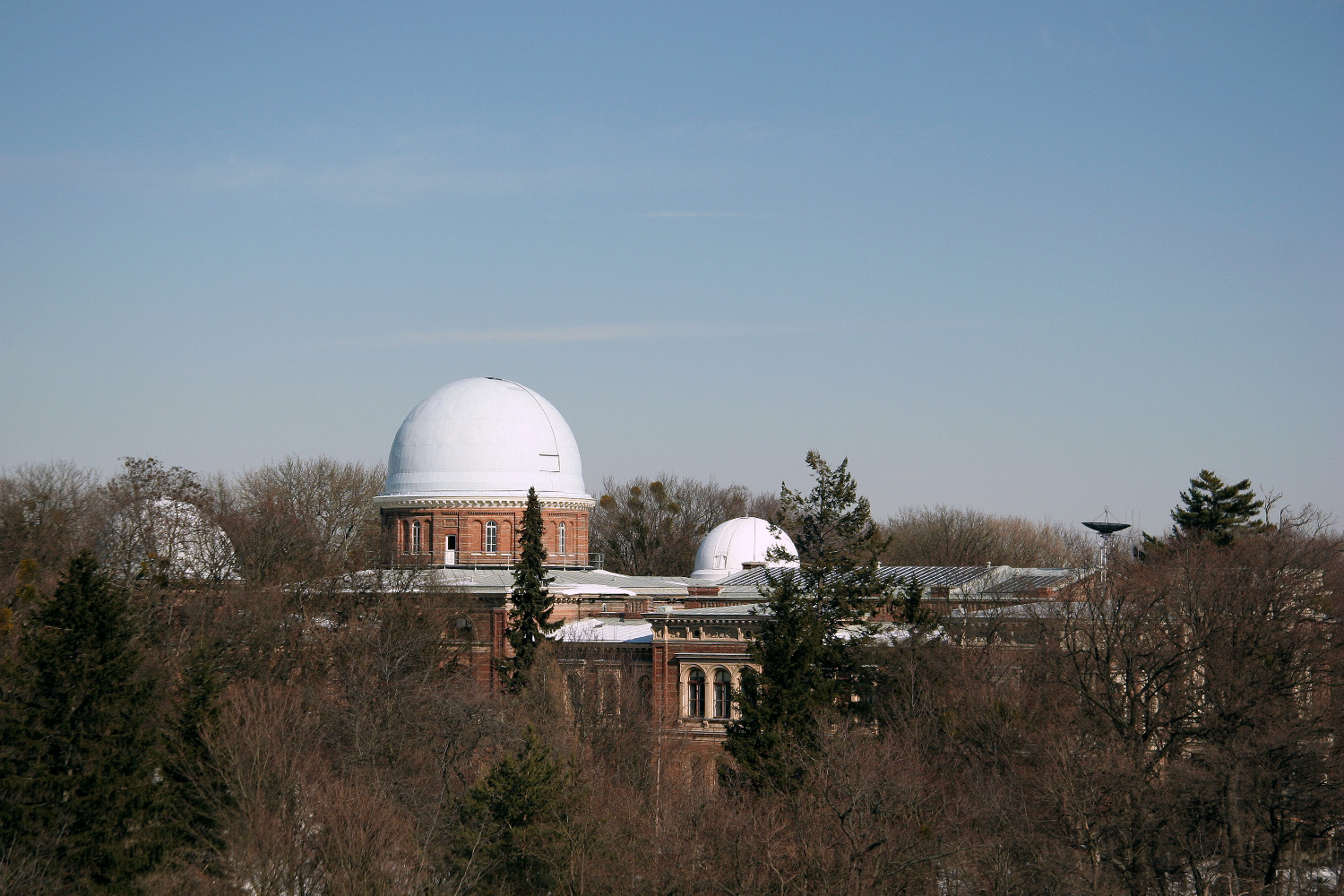
Vedere aeriană

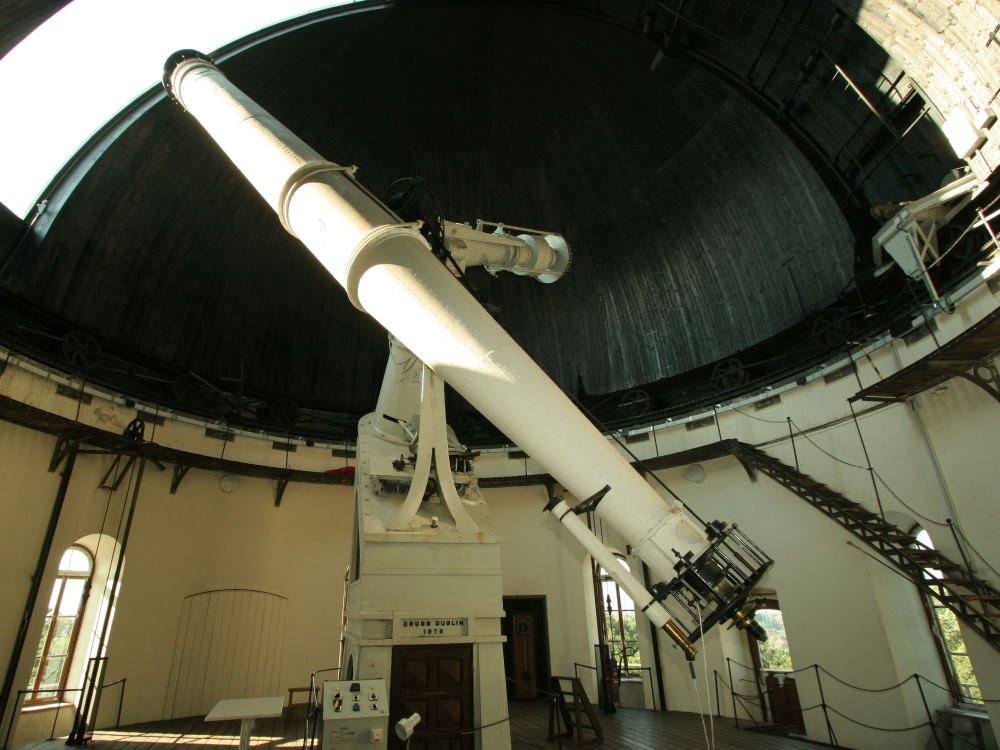
Luneta astronomică de 68 cm

Observatorul din Viena (în germană Universitätssternwarte Wien) este cea mai mare clădire din lume cu destinația de observator astronomic, edificiu inaugurat în anul 1883. În perioada Belle Époque a fost cel mai performant observator din lume. Totodată constituia kilometrul zero al Imperiului Austro-Ungar. Clădirea a fost proiectată de arhitecții Ferdinand Fellner și Hermann Helmer.

## Istoric
Primul observator a fost construit în 1753-1754 de către iezuiții de la Universitatea din Viena. Inițiatorul observatorului a fost profesorul Maximilian Hell, care anterior predase astronomia la Cluj, unde inițiase de asemenea un observator. La începutul secolului al XIX-lea Joseph Johann Littrow a decis mutarea observatorului de pe acoperișul fostului colegiu iezuit în afara orașului. 
Între 1874 și 1879 a fost construită clădirea actualului observator, care a fost inaugurată de împăratul Franz Joseph în anul 1883. Cupola principală adăpostește o lunetă cu diametrul de 68 cm și cu o distanță focală de 10,5 m. În acea epocă era cea mai mare lunetă astronomică din lume.
Muzeul observatorului astronomic din Viena poartă numele primului director al observatorului, profesorul Maximilian Hell.

### Directori

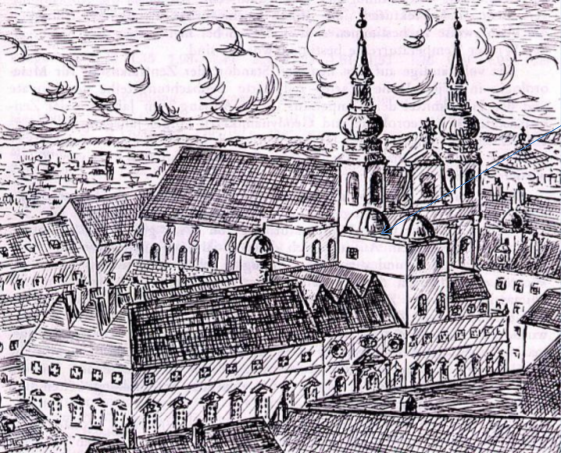
Colegiul iezuit și Biserica Universității în sec. al XVIII-lea. Pe acoperișul colegiului se văd cele trei telescoape ale observatorului condus de Maximilian Hell.

| - Maximilian Hell, 1755–1792 - Franz de Paula Triesnecker, 1792–1817 - Johann Josef von Littrow, 1819–1840 - Karl Ludwig von Littrow, 1842-1877 - Edmund Weiss, 1877–1908 - Kasimir Graff, 1928–1938 - Bruno Thüring, 1940–1945 - Kasimir Graff, 1945–1949 - Josef Hopmann, 1951–1962 - Josef Meurers, 1962–1979 - Karl Rakos, 1979–1981 | - Werner Tscharnuter, 1981–1984 - Michel Breger, 1984–1986 - Paul Jackson, 1986–1994 - Michel Breger, 1994–2005 - Gerhard Hensler, 2006–2009 - Franz Kerschbaum, 2009-2011 - Manuel Güdel, 2011–2012 - João Alves, 2012–2013 - Bodo Ziegler, 2013-2018 - Manuel Güdel, 2018-2022 - Glenn van de Ven, 2022 - prezent |